# Magnitského zákon
Tzv. Magnitského zákon, podepsaný americkým prezidentem Barackem Obamou 14. prosince 2012, uvaluje finanční a vízové sankce na ruské činitele odpovědné za porušování lidských práv. Je pojmenovaný po ruském právníkovi Sergeji Magnitském (1972–2009), který obvinil skupinu vysokých hodnostářů z miliardových machinací na úkor fondu Hermitage Capital a ruského rozpočtu. Poté byl vzat do vazby a v jednom z nejhorších ruských kriminálů Matrosskaja tišina byl pomalu a cílevědomě umučen k smrti (16.  listopadu 2009).

## Dopad zákona na Rusko
Přijetí Magnitského zákona vyvolalo v Rusku rozhořčené reakce. Úřad prezidenta Vladimira Putina označil zákon za „nepřípustné vměšování do ruských záležitostí“.
Ještě v prosinci 2012 prezident Putin podepsal zákon, který je vnímán jako odveta za zákon Magnitského. Tento ruský zákon obsahuje protiamerické sankce včetně zákazu adopcí ruských dětí (sirotků) Američany. Dále je namířen proti cizincům, kteří poškozují práva Rusů v zahraničí. Neziskovým organizacím, které se zabývají politickými otázkami a jsou financovány z USA, zakazuje vyvíjet v Rusku činnost. Osoby s americkým občanstvím podle něj také nesmějí v Rusku politicky orientované nevládní organizace řídit.
V době předcházející americkým prezidentským volbám vyslal Kreml do USA právníka, který se pokusil lobbovat za zrušení zákona u členů volebního štábu Donalda Trumpa. Putin znovu nepřímo zmínil Magnitského zákon po schůzce s Trumpem v Helsinkách, když ho žádal o výslech Billa Browdera.

## Události předcházející přijetí zákona
V 90. letech založil v Rusku americko-britský miliardář Bill Browder hedgeový fond Hermitage Capital, který rychle rostl a Browder se vypracoval na největšího zahraničního investora na ruském trhu. Roku 2005 ho Vladimir Putin vypověděl ze země a poté skupina zkorumpovaných policistů vyrabovala Browderovu moskevskou kancelář a s pomocí úředníků z finančního úřadu ze státní pokladny ukradla 230 milionů dolarů, které Browderův investiční fond zaplatil na daních. Sergej Magnitskij, kterému se celé korupční spiknutí ve státní správě podařilo rozplést, byl Browderův daňový právník. Po smrti Magnitského se Browder osobně angažoval, aby přesvědčil západoevropské parlamenty, že je třeba přijmout zákon, který postihne konkrétní osoby, které porušují lidská práva nebo jsou zapojené v korupčním jednání. Magnitského zákon jim zakazuje cestovat do těchto zemí, držet v nich majetek a provádět finanční transakce. Kromě USA přijaly podobný zákon také Kanada (Justice for Victims of Corrupt Foreign Officials Act), Velká Británie, Estonsko, Litva a Lotyšsko.
Na formulaci Magnitského zákona se podílel Kyle Parker, který zastával funkci poradce v úřadu amerického Ministerstva zahraničí pro Eurasii. V současnosti působí jako personální šéf v Komisi pro bezpečnost a spolupráci v Evropě. O přijetí zákona se zasadil David Kramer, někdejší náměstek ministra zahraničních věcí v administrativě George W. Bushe, který jako prezident Freedom House v letech 2010–2014, byl jedním z největších zastánců přijetí tohoto zákona.

### Další záhadná úmrtí
Klíčovým svědkem v kauze rozsáhlých defraudací, jichž se měli dopustit úředníci ruské státní správy, byl právník Alexandr Perepiličnij, který získal azyl ve Velké Británii krátce po smrti Magnitského roku 2009. V sobotu 17. listopadu 2012 si šel čtyřiačtyřicetiletý Perepiličnij jako obvykle zaběhat poblíž svého luxusního a přísně střeženého domu v britském Surrey. Zničehonic ale zkolaboval a zemřel. V jeho žaludku byl nalezen exotický jed z jasmínovce rostoucího v Číně a užívaného čínskými nájemnými vrahy a ruskými zločinci. Právník si již předtím stěžoval, že dostává výhrůžky z míst spojených s Kremlem.

## Magnitského zákon a EU
Podle usnesení Evropského parlamentu ze 13. září 2017 (Corruption and human rights in third countries) se v odstavci 35 praví, že Parlament opakuje svou výzvu z předchozích usnesení a vyzývá Evropskou unii, aby přijala Magnitského zákon v co nejkratším termínu. Ten se týká celkem 32 ruských představitelů, kteří nesou přímý podíl na umučení Sergeje Magnitského. Má zahrnovat zákaz udělování víz a zmrazení jejich finančních prostředků ve všech státech EU. Ukládá Prezidentovi komise, aby toto usnesení předal Radě EU, Komisi EU, vládám a parlamentům členských států a Evropské centrální bance.
Rada Ministrů zahraničních věcí EU přijala dne 7. prosince 2020 usnesení o zavedení sankcí proti osobám porušujícím lidská práva, které vychází z Magnitského zákona. Pro jednotlivce, kteří se dopustili zločinů proti lidskosti, mimosoudních usmrcení, neodůvodněných věznění a násilných únosů nebo zotročování, zavede sankce ve formě zmrazení financí a odejmutí víz. Sankcemi bude rovněž potrestáno sexuální násilí, pašování lidí, zásahy proti pokojným protestům, zásahy proti svobodě vyjadřování nebo víry. Ministr zahraničí EU Josep Borrell označil usnesení jako přelomové. Na seznamu zatím chybí zločiny korupce a žádný ze států nenavrhl zahrnutí některých osob z Čínské lidové republiky. O konkrétních jménech, která budou na sankčním seznamu, probíhají utajená jednání.

## Globální Magnitského zákon
Podle doporučení Helsinské komise z 24. května 2018 má Magnitského zákon globální účinnost. Měl by postihovat nejhorší porušovatele lidských práv a zkorumpované oligarchy a úředníky kdekoli ve světě. Jejich majetek v USA bude zabaven a stanou se párii na finančních trzích. Obvinění konkrétních lidí spolu s důkazy proti nim lze odeslat přímo na adresu globalmagnitsky@state.gov.